# Pot-pourri (música)
Um pot-pourri (/popu.ʁi/) é um modo de executar várias músicas em uma única faixa, tocadas uma após a outra, às vezes sobrepostas. São comuns na música popular, e a maior parte são canções e não uma peça musical. 
Este é um termo empregado para se referir a uma forma musical com estrutura ABCDEF… (sem repetição de temas), a mesma que um medley e, por vezes, que uma fantasia, sendo utilizada em músicas populares ou de construção mais simples. 
Nesta forma de orquestração, as secções individuais são simplesmente justapostas sem existir uma conexão trabalhada entre elas e sem existir repetição de temas. Isto é usualmente observado em composições que seguem uma série de temas, por exemplo em colectâneas de canções e de dance music, ou em algumas óperas e operetas.
O termo pot-pourri é aplicado desde o início do século XVIII; o primeiro registro conhecido da aplicação desta expressão data de 1711, ano em que Christophe Ballard (1641–1715), um editor de música francês, a utilizou numa colectânea de peças que editou. Durante o século XVIII a expressão foi utilizada em França para colectâneas de canções, com uma temática associada, que por vezes eram apresentadas em palco. Posteriormente o termo foi também utilizado em colectâneas de instrumentais, como por exemplo o "pot-pourri français", uma colectânea de músicas para dança originais, sem ligação entre si, publicada por Bouïn.
Os pot-pourris tornaram-se particularmente célebres durante o século XIX, encontrando-se neste género as aberturas de óperas de compositores franceses, como François-Adrien Boïeldieu (1775–1834), Daniel Auber (1782–1871) e Ferdinand Hérold (1791–1833) e do inglês Arthur Sullivan (1842–1900). Richard Strauss chamou à abertura da sua Die schweigsame Frau um pot-pourri.

## Pot-pourris
Mauro Giuliani (1781–1829) intitulou várias obras suas de pot-pourris:
Pot Pourri, Opp. 18, 26, 28, 31, 42, 67, 76; Grande Pot Pourri, Opp. 53, 67, 92, 93; e Pot Pourri Romano, Op. 108.
Entre muitas outras peças intituladas pot-pourris:
- Louis Spohr: Pot-pourri sobre temas de Mozart, Op. 22.
- Johann Strauss: Potpourri-Quadrille.
- Ernst Krenek: Potpourri, Op. 54 para orquestra sinfónica.
- Georges Bizet / John Philip Sousa, Carmen (Grand Potpourri).
- Giacomo Meyerbeer: Pot-pourri L'Africaine, arranjo de Henry Cramer.
- José Comellas: Potpourri sobre motivos de la opera Fausto, arreglado facilmente para piano. Habana: Edelmann y Ca.
- Eugene Magnus:  Pot-pourri L'Africaine (Giacomo Meyerbeer).

## Exemplos na música popular
Pot-pourris podem ser encontrados em vários álbuns, tais como:
- Roberto Carlos (ao vivo em Jerusalém) - Olha, Proposta, Falando Sério e Desabafo.
- RoupAcústico (Roupa Nova) - homenagem à banda inglesa The Beatles com as músicas Yesterday e Hey Jude.
- Leonardo (Leonardo ao Vivo) - releitura de clássicos da jovem guarda como "Negro Gato", "Vem Quente Que Eu Estou Fervendo", "Gatinha Manhosa", "Quando", "O Bom", entre outros. Nesse mesmo pout-pourri, foram adicionados dois clássicos do próprio repertório: "Entre Tapas e Beijos" e "Não Olhe Assim".
- Queen Live at Hammersmith Odeon - Bohemian medley trata-se de uma junção de "Bohemian Rhapsody", "Killer Queen" e "The March of the Black Queen". Também com um medley de músicas do cantor Elvis Presley.
- Michael Jackson (Live in Bucharest) - Nas turnês dele, sempre havia um medley com 3 músicas do grupo The Jackson 5 que são I Want You Back / The Love You Save / I'll Be There. No show de 30 anos de carreira, os irmãos se reuniram e fizeram um medley era mais longo do que Michael apresentava nas turnês. Esse medley é apresentado desde a Destiny World Tour.
- Todos os DVD dos Bee Gees - De 1975 até 2001 (ano dos últimos shows devido à morte de Maurice Gibb), os irmãos Gibb fizeram medley, cantando pedaços de seus sucessos mais antigos e também de músicas que escreveram para outros artistas. Quando chegava na metade do show, os três irmãos se juntavam em um único microfone (no caso, o de Robin Gibb por se situar ao meio) e executavam os trechos apenas ao som do violão de Barry Gibb. Algumas eles juntavam, outras encaixavam apenas os refrões.
- Abbey Road (The Beatles) - O álbum, que é elogiado por crítica e público, contém um dos medleys mais conhecidos da história da música; ele junta 8 canções, que ocupam praticamente todo o segundo lado do disco. As músicas são: You Never Give Me Your Money ~ Sun King ~ Mean Mr. Mustard ~ Polythene Pam ~ She Came in Through the Bathroom Window ~ Golden Slumbers ~ Carry That Weight ~ The End.

Também na música católica, a maioria dos DVD trazem pot-pourris para animar o público ou para meditar. Como exemplo temos:
- Vida Reluz - Ao Vivo (Vida Reluz) - Músicas animadas para a animação do público: Obra Nova / Deus quero louvar-Te / Celebramos
- Banda Calypso -pot-pourri de carimbó, uma junção das músicas Canto de Carimbó / Lua Luar / Canto de Atravessar